# Albumy numer jeden w roku 2002 (Japonia)
Notowanie Weekly Album Chart (jap. 週間アルバムランキング Shūkan Arubamu Chāto) przedstawia najlepiej sprzedające się albumy w Japonii. Publikowane jest ono przez magazyn Oricon Style, a dane kompletowane są przez Oricon w oparciu o cotygodniowe wyniki sprzedaży fizycznej albumów. Poniżej znajdują się tabele prezentujące najpopularniejsze albumy w danych tygodniach w roku 2002.

## Oricon Weekly Album Chart
| Data            | Album                                                     | Wykonawca                    | Źródło |
| --------------- | --------------------------------------------------------- | ---------------------------- | ------ |
| 7 stycznia      | wstrzymanie publikacji                                    | wstrzymanie publikacji       | [ 1 ]  |
| 14 stycznia     | I am...                                                   | Ayumi Hamasaki               | [ 1 ]  |
| 21 stycznia     | LOVE PSYCHEDELIC ORCHESTRA                                | Love Psychedelico            | [ 1 ]  |
| 28 stycznia     | LOVE PSYCHEDELIC ORCHESTRA                                | Love Psychedelico            | [ 1 ]  |
| 4 lutego        | VARIOUS ARTISTS FEATURING songnation                      | Różni artyści                | [ 1 ]  |
| 11 lutego       | huma-rhythm                                               | Hitomi                       | [ 1 ]  |
| 18 lutego       | Tommy february6                                           | Tommy february6              | [ 1 ]  |
| 25 lutego       | Tommy february6                                           | Tommy february6              | [ 1 ]  |
| 4 marca         | jupiter                                                   | Bump of Chicken              | [ 1 ]  |
| 11 marca        | MISIA GREATEST HITS                                       | Misia                        | [ 1 ]  |
| 18 marca        | MISIA GREATEST HITS                                       | Misia                        | [ 1 ]  |
| 25 marca        | LISTEN TO MY HEART                                        | BoA                          | [ 1 ]  |
| 1 kwietnia      | Do The Best                                               | Do As Infinity               | [ 1 ]  |
| 8 kwietnia      | 4th „Ikimasshoi!” (jap. 4th「いきまっしょい!」)           | Morning Musume.              | [ 1 ]  |
| 15 kwietnia     | Ketsunopolis 2 (jap. ケツノポリス2)                       | Ketsumeishi                  | [ 1 ]  |
| 22 kwietnia     | Ketsunopolis 2 (jap. ケツノポリス2)                       | Ketsumeishi                  | [ 1 ]  |
| 29 kwietnia     | MESSAGE                                                   | Mongol800                    | [ 1 ]  |
| 6 maja          | Jiko Best (jap. 自己ベスト)                               | Kazumasa Oda                 | [ 1 ]  |
| 13 maja         | Jiko Best (jap. 自己ベスト)                               | Kazumasa Oda                 | [ 1 ]  |
| 20 maja         | IT'S A WONDERFUL WORLD                                    | Mr. Children                 | [ 1 ]  |
| 27 maja         | POWER OF WORDS                                            | Rina Aiuchi                  | [ 1 ]  |
| 3 czerwca       | Stompin' On DOWN BEAT ALLEY                               | Tokyo Ska Paradise Orchestra | [ 1 ]  |
| 10 czerwca      | Utaite myōri ~Sono ichi~ (jap. 唄ひ手冥利〜其ノ壱〜)      | Ringo Shiina                 | [ 1 ]  |
| 17 czerwca      | 2002 FIFA World Cup Official Album ~Songs of KOREA/JAPAN~ | Różni artyści                | [ 1 ]  |
| 24 czerwca      | Shanti (jap. シャンティ)                                  | Hitomi Shimatani             | [ 1 ]  |
| 1 lipca         | DEEP RIVER                                                | Hikaru Utada                 | [ 1 ]  |
| 8 lipca         | DEEP RIVER                                                | Hikaru Utada                 | [ 1 ]  |
| 15 lipca        | GREEN                                                     | B’z                          | [ 1 ]  |
| 22 lipca        | Hainumikaze (jap. ハイヌミカゼ)                           | Chitose Hajime               | [ 2 ]  |
| 29 lipca        | Hainumikaze (jap. ハイヌミカゼ)                           | Chitose Hajime               | [ 2 ]  |
| 5 sierpnia      | TOKYO CLASSIC                                             | Rip Slyme                    | [ 2 ]  |
| 12 sierpnia     | TOKYO CLASSIC                                             | Rip Slyme                    | [ 2 ]  |
| 19 sierpnia     | ROSSO E AZZURRO                                           | Tsuyoshi Dōmoto              | [ 2 ]  |
| 26 sierpnia     | TOKYO CLASSIC                                             | Rip Slyme                    | [ 2 ]  |
| 2 września      | Zenbu! Petitmoni (jap. ぜんぶ! プッチモニ)                | Petitmoni                    | [ 2 ]  |
| 9 września      | TRUE                                                      | Mika Nakashima               | [ 2 ]  |
| 16 września     | SELF PORTRAIT                                             | Hitomi                       | [ 2 ]  |
| 23 września     | Mikazuki Rock (jap. 三日月ロック)                         | Spitz                        | [ 2 ]  |
| 20 września     | UNITY ROOTS & FAMILY, AWAY                                | Glay                         | [ 2 ]  |
| 7 października  | KISS IN THE SKY                                           | Misia                        | [ 2 ]  |
| 14 października | KISS IN THE SKY                                           | Misia                        | [ 2 ]  |
| 21 października | Shian (jap. 志庵)                                         | Kōshi Inaba                  | [ 2 ]  |
| 28 października | i/flancy                                                  | Hitomi Yaida                 | [ 2 ]  |
| 4 listopada     | FAIRY TALE                                                | Mai Kuraki                   | [ 2 ]  |
| 11 listopada    | RARITIES                                                  | Tatsurō Yamashita            | [ 2 ]  |
| 18 listopada    | RESISTANCE                                                | Mika Nakashima               | [ 2 ]  |
| 25 listopada    | RESISTANCE                                                | Mika Nakashima               | [ 2 ]  |
| 2 grudnia       | STAMP                                                     | CHAGE and ASKA               | [ 2 ]  |
| 9 grudnia       | TOP OF THE POPS                                           | Keisuke Kuwata               | [ 2 ]  |
| 16 grudnia      | TOP OF THE POPS                                           | Keisuke Kuwata               | [ 2 ]  |
| 23 grudnia      | The Ballads ~Love & B’z~                                  | B’z                          | [ 2 ]  |
| 30 grudnia      | RAINBOW                                                   | Ayumi Hamasaki               | [ 2 ]  |